# Volkswagen Sand Rail
Le Volkswagen Sand Rail est un modèle de Buggy de la marque allemande Volkswagen.